# 針の眼
『針の眼』（はりのめ、Eye of the Needle）は、1981年のイギリス・アメリカ合作映画。

## 解説
ケン・フォレットの同名小説の映画化作品。第二次世界大戦下の英国で機密情報を握るスパイと、そうと知らずにその男を愛してしまった人妻との葛藤を描くサスペンス作品である。

## 原作（日本語訳）
- 鷺村達也訳 早川書房1980年 のち文庫
- 戸田裕之訳 新潮文庫1996年 のち創元推理文庫

## ストーリー
第二次世界大戦下の英国に一人のスパイが暗躍していた。その男の名はフェイバー、暗号名は「針」。暗殺に細身の短剣を使うことから付けられた渾名であった。
「針」ことフェイバーは、来るべき連合軍の上陸地点を探り出す使命を受け、英国警察の追跡をかわしながら、それがノルマンディーであることを突き止める。機密情報を得たフェイバーは小船で英国脱出を試みるが、暴風雨の影響で離れ小島に漂着してしまう。
その島には半身不随の灯台守とその家族が住んでいた。フェイバーは一家の世話になりながら再度英国脱出を画策するが、心ならずもその家の妻と恋に落ちてしまう。

## スタッフ
- 監督：リチャード・マーカンド
- 製作：スティーヴン・フリードマン
- 原作：ケン・フォレット
- 脚色：スタンリー・マン
- 撮影：アラン・ヒューム
- 音楽：ミクロス・ローザ
- 編集：ショーン・バートン
- 美術：ウィルフレッド・シングルトン
- 衣装：ジョン・ブルームフィールド
- 提供：ジャニパー・フィルムズ/キングス・ロード・エンターテインメント

## キャスト
| 役名                     | 俳優                             | 日本語吹替版 |
| ------------------------ | -------------------------------- | ------------ |
| ハインリッヒ・フェイバー | ドナルド・サザーランド           | 井上孝雄     |
| ルーシー・ローズ         | ケイト・ネリガン                 | 鈴木弘子     |
| デイヴィッド・ローズ     | クリストファー・カザノフ         | 池田秀一     |
| パーシー・ゴドリマン     | イアン・バネン                   | 石田弦太郎   |
| 大尉                     | スティーヴン・マッケンナ         |              |
| ビリー・パーキン         | フィリップ・マーティン・ブラウン |              |

- 日本語吹替版：初回放送日1987年12月6日21:02-22:54 テレビ朝日『日曜洋画劇場』
  - その他の声の出演：千葉耕市/石森達幸/池田勝/千田光男/村松康雄/田中康郎/屋良有作/郷里大輔/沼波輝枝/浅井淑子/山口健/佐々木るん
  - 演出：左近允洋、翻訳：額田やえ子、選曲：東上別府精、効果：PAG、調整：飯塚秀保、制作：グロービジョン、解説：淀川長治